# 劇団ひまわり
株式会社劇団ひまわり（げきだんひまわり）は、東京都渋谷区恵比寿西2-12-12に本部を置く、日本の劇団（児童劇団）・芸能事務所である。

## 概要
砂岡藤三郎により1952年（昭和27年）7月に創業された。藤三郎の死去に伴い、長兄の不二夫が代表職を継ぎ、23年4月より、不二夫の弟の砂岡誠が代表となっている。主に新聞広告や公式サイトでオーディション選考者を募集し、養成所レッスンを経た優秀な者は芸能活動をする。プロとして活躍する劇団出身者が所属する系列の芸能プロダクションとしてブルーシャトル・砂岡事務所がある他、本部内に「シアター代官山」という劇場を有しており、発表会などが行われる。

## 俳優養成所・アクターズスクール

### 北海道エリア
- 札幌俳優養成所
- 旭川エクステンションスタジオ

### 関東・東北エリア
- 東京俳優養成所
- さいたまエクステンションスタジオ
- 横浜エクステンションスタジオ
- 千葉エクステンションスタジオ
- 仙台エクステンションスタジオ
- 新潟エクステンションスタジオ

### 東海エリア
- 名古屋アクターズスクール
- 静岡エクステンションスタジオ
- 浜松エクステンションスタジオ

### 関西・北陸エリア
- 大阪俳優養成所
- 京都エクステンションスタジオ
- 神戸エクステンションスタジオ
- 岡山エクステンションスタジオ
- 金沢エクステンションスタジオ

### 九州・沖縄エリア
- 福岡アクターズスクール
- 熊本エクステンションスタジオ
- 北九州エクステンションスタジオ
- 沖縄エクステンションスタジオ

## 受賞歴
- 児童福祉文化賞[4]
  - 『天狗の笛』（1967年度作品、1968年受賞）[4]
  - 『オニの子ブン』（1972年度作品、1973年受賞）[4]
  - 『魔法をかけられた王子たち』（1982年度作品、1983年受賞）[4]
  - 『民話の劇場 とんとむかし』（1985年度作品、1986年受賞）[4]

## 主な所属者
男性
- 淺井孝行
- 青山義典
- 上村祐翔
- 内山昂輝
- 大西統眞
- 加藤憲史郎
- 河口瑛将
- 川原瑛都
- 木村良平
- 佐藤流司
- 里村洋
- 塩田康平
- 藤田大助
- 本城雄太郎
- 宮里駿
- 山口泰央
- 吉永拓斗
- 田中誠人 (子役)

女性
- 稲葉菜月
- 小笠原亜里沙
- 沖田あすか
- 吉川日菜子
- 國立幸
- 佐々木りお
- 高平成美
- 峰岸花奈
- 三村ゆうな
- 宮本侑芽
- 三宅ひとみ
- 三好心
- 諸星すみれ
- 山口愛
- 山下聖良
- 若山詩音

## 主な出身者
男性
- 青木柚
- 赤塚真人
- 飯泉学
- 石塚英彦
- 伊崎充則
- 伊藤友樹
- 井之脇海
- 内田祐介
- 江木俊夫（元フォーリーブス）
- 大久保祥太郎
- 大沼健太郎
- 岡本信人
- 小沢直平
- 尾美としのり
- 加藤清史郎
- 岸哲生
- 木村豊幸
- 栗原大河
- 黒田英彦
- 小宮明日翔
- 真田広之
- 渋谷謙人
- 簾内滋之（すのうち滋之）
- 関根航
- 瀬戸康史
- 竹内將人
- 田中冴樹
- 田中祥平
- 土屋神葉
- 東海孝之助
- 鳥越裕貴
- 新倉滉祐
- 森廉
- 森山未來
- 馬場徹
- 林邦史朗（故人）
- 春山幹介
- 比佐廉
- 日ノ西賢一
- 富士野幸夫
- 古尾谷雅人（故人）
- 古本新之輔
- 星野亜門
- 堀広道
- 松田洋治
- 水谷豊
- 途中慎吾
- 宮口二郎（故人）
- 村田雄浩
- 矢崎広
- 山田隆夫
- 山田諒
- 柳沢慎吾
- 柳葉敏郎
- 渡辺謙
- 渡辺晃三[注釈 1]
- 渡来敏之
- Gero

女性
- 相原ふさ子
- 浅井江理名
- 朝倉えりか
- 井澤明子
- 大後寿々花
- 荻野目慶子[5]
- 小薗江愛理
- 柿崎澄子
- 川崎真央
- 神田亜矢子
- 工藤優
- 黒沢のり子
- 小島聖
- 佐久間絢子
- 里吉彩華
- ジュディ・オング
- 白井珠希
- 菅原さくら
- 瀬尾久美
- 仙道敦子
- 曽根由加
- 高橋かおり
- 多田葵
- 田中美佐子
- 玉置いづみ
- 辻沢杏子
- 黒葛原未有
- 常松めぐみ
- 出野泉花
- 戸川純
- 戸川京子（故人）
- 豊岡えりな
- 中嶋朋子
- 永野裕紀子
- 新津ちせ
- 浜村砂里
- 樋口麻美
- 藤田恵美
- 眞木めい
- 松坂慶子
- 松本花奈
- 村上綾歌
- 村田秋乃
- 最上莉奈
- 柚木亜里紗
- 山崎静代（南海キャンディーズ）
- 吉沢京子
- 吉田愛歩
- 渡邉空美

### 主に声優として活動する出身者
- 石丸博也
- 入野自由
- 海鋒拓也
- 菊地ゆうみ
- 金月真美
- 小林通孝
- 酒井ほのか
- 坂詰貴之
- 塩屋浩三
- 塩屋翼
- 清水理沙
- 須藤祐実
- 仙台エリ
- 高山みなみ
- 高槻かなこ
- 鶴ひろみ（故人）
- 常盤祐貴
- 中尾隆聖[6]
- 林勇
- 古谷徹
- 松野太紀（故人）
- 宮野真守
- 山下啓介（故人）
- 吉岡茉祐

## 関連会社
- 砂岡事務所
- ブルーシャトル